# يونيو 2006
يونيو 2006 هو الشهر السادس من عام 2006، بدأ يوم الخميس، وأنتهى يوم الجمعة، وأمتد لثلاثين يومًا.

## بوابة:أحداث جارية
| \| 1 يونيو 2006 (الخميس) \| عدل \| تاريخ \| راقب \| تصفح \| |     |       |      |      |
| - انتقد الأمين العام لجامعة الدول العربية عمرو موسى الشروط التي وضعتها الحكومات الغربية وتل أبيب على الحكومة الفلسطينية التي شكلتها حركة المقاومة الإسلامية (حماس) لبدء الحوار السياسي معها، والمتمثلة بنبذ العنف والاعتراف بإسرائيل. (الجزيرة) - رحبت الجمهورية الإسلامية الإيرانية بإجراء حوار مباشر مع الولايات المتحدة ولكن من دون التخلي عن تخصيب اليورانيوم، وهو الشرط الذي وضعته واشنطن لإجراء مثل هذا الحوار. (الجزيرة) - قتل عاملان عراقيان وأصيب 21 آخرون بانفجار عبوة ناسفة في ساحة يتجمعون فيها للحصول على عمل بأجر يومي وسط بغداد، في مؤشر على استمرار العنف رغم تشديد إجراءات الأمن وإعلان الطوارئ في البصرة. (الجزيرة) - أعلن رئيس الوزراء الإسرائيلي إيهود أولمرت في تصريحات لصحيفة يديعوت أحرونوت أنه ينوي لقاء رئيس السلطة الفلسطينية محمود عباس نهاية الشهر الجاري وذلك بعد أن يلتقي أولا الرئيس المصري حسني مبارك والعاهل الأردني عبد الله الثاني ومسؤولين أوروبيين. (الجزيرة) - تبدأ في مدينة سرت الليبية ولمدة يومين أعمال قمة تجمع دول الساحل والصحراء الذي يضم في عضويته 23 دولة. (الجزيرة) |     |       |      |      |
| 1 يونيو 2006 (الخميس) | عدل | تاريخ | راقب | تصفح |

| \| 2 يونيو 2006 (الجمعة) \| عدل \| تاريخ \| راقب \| تصفح \| |     |       |      |      |
| - قال الجيش الأمريكي إنه يحقق في حادثة وقعت شمالي بغداد يعتقد أن جنودا أمريكيين ربما قتلوا عمدا فيها أحد عشر شخصا بينهم نساء وأطفال. وتقول الشرطة العراقية إن جنودا أمريكيين قتلوا هؤلاء الأشخاص العزل بعد أن تلقوا معلومات بأن أحد عناصر القاعدة كان مختبئا في الداخل. (بي بي سي) - توصلت الدول دائمة العضوية في مجلس الأمن وألمانيا الخميس في فيينا إلى اتفاق بخصوص تقديم برنامج عروض تشجيعية لإيران مقابل وقفها تخصيب اليورانيوم. (بي بي سي) - قال مسعفون دوليون إن الأزمة التي يواجهها الناجون من زلزال جاوا 2006 الذي ضرب جزيرة جاوة في إندونيسيا بدأت تنحسر، رغم ارتفاع حصيلة القتلى التي شارفت أكثر من 6200 ضحية.-(سي إن إن) - خرج المئات من أنصار حزب الله اللبناني في تظاهرة غاضبة بالضاحية الجنوبية لبيروت احتجاجا على تهكم برنامج بثه تلفزيون المؤسسة اللبنانية للإرسال (LBC) على الأمين العام للحزب حسن نصرالله. وقد أغلق المحتجون عدة شوارع بينها طريق المطار، وأشعلوا النار في إطارات السيارات. (الجزيرة) |     |       |      |      |
| 2 يونيو 2006 (الجمعة) | عدل | تاريخ | راقب | تصفح |

| \| 3 يونيو 2006 (السبت) \| عدل \| تاريخ \| راقب \| تصفح \| |     |       |      |      |
| - أحبطت قوات الأمن السورية هجوما على مبنى مجاور لمبنى الإذاعة والتلفزيون بالعاصمة دمشق، وذلك حسبما قال الراديو والتلفزيون السوري وقتل في الهجوم، الذي حدث في ساعة مبكرة من صباح الجمعة، أربعة من المسلحين الذين وصفهم التلفزيون السوري بالإرهابيين، بالإضافة لحارس أمن، وجرح اثنان فيما اعتقل ثلاثة آخرون. (بي بي سي) - أعلنت قوات الأمن المصرية أنها قد قتلت ثلاثة أشقاء تشتبه بتورطهم في التفجيرات التي جرت في منتجع دهب السياحي بشبه جزيرة سيناء في شهر أبريل الماضي. وبذلك يبلغ عدد الذين قتلتهم قوات الأمن من المشتبه بتورطهم في التفجيرات عشرة أشخاص. (بي بي سي) - ينظر الجيش الأمريكي في حوادث مزعومة بشأن إساءات ارتكبتها قواته في العراق ويتعلّق الحادث الأوّل بمجزرة راح ضحيتها 24 مدنيا على ايدي قوات المارينز في 19 نوفمبر في مدينة حديثة من محافظة الأنبار أما الحادث الثاني، فجرى في 15 مارس في مدينة الإسحاقي قرب بلد التي تبعد 80 كيلو متر شمال بغداد، أين قتل 11 مدنيا-(سي إن إن) - اتهم رئيس وزراء السلطة الوطنية الفلسطينة إسماعيل هنية قوى بالمجتمع الدولي بالمراهنة على انهيار حكومته التي شكلتها حماس بعد فوزها بالانتخابات العامة، من خلال فرض حصار على الفلسطينيين لعدة أشهر وخلق التوترات بالشارع الفلسطيني [_ (الجزيرة)] - حققت منتخب إيران لكرة القدم فوزا كبيرا على البوسنة والهرسك بنتيجة 5-2 أهداف في مباراة تحضيرية لمونديال 2006 في ألمانيا، جرت بينهما الأربعاء في استاد ازادي بطهران. وتقدمت البوسنة والهرسك بهدفين سجلهما زفيزدان ميسيموفيتش، ومن ثم بدا مسلسل أهداف إيران. -(سي إن إن) |     |       |      |      |
| 3 يونيو 2006 (السبت) | عدل | تاريخ | راقب | تصفح |

| \| 4 يونيو 2006 (الأحد) \| عدل \| تاريخ \| راقب \| تصفح \| |     |       |      |      |
| - انتهت في مكتب الرئيس الفلسطيني محمود عباس في رام الله محادثات بين الفصائل الفلسطينية بغياب ممثل حركة "حماس" عن الاجتماع بتلويح عباس بعدم التوجه لغزة لحضور جلسات الحوار الوطني بدعوة من "حماس". وقد شجب المجتمعون موقف حماس المتصلب من مبادرة فلسطينية للسلام وضع خطوطها العريضة قادة من الفصائل الفلسطينية في سجون الاحتلال الإسرائيلي بينهم من ينتمون إلى حركة "حماس". (بي بي سي) - قالت مصادر أمنية في البصرة جنوبي العراق إن 16 عراقيا قتلوا بعد اشتباك مع قوات الشرطة دام أكثر من ساعة استخدمت فيها الأسلحة الخفيفة والمتوسطة. وأضافت المصادر أن قوات الشرطة كانت تحاول دهم أحد المساجد السنية في المدينة إلا أن الحراس تصدوا لهم مما أدى إلى اندلاع الاشتباك الذي استخدمت فيه قذائف الهاون (الجزيرة) - عززت فنزويلا حشودها العسكرية على الحدود مع كولومبيا في الوقت الذي تفاوض فيه صفقة أسلحة روسية استعداداً لغزو وفق ما قال مصدر عسكري الجمعة وقال الجنرال الفنزويلي راؤول بادويل إن الجيش عزز حدوده بـ6 آلاف جندي إضافي بجانب ألف عنصر يقومون على حماية الحدود التي تمتد على مدى 1370 ميلاً مع كولومبيا والتي ينشط بها مهربو المخدرات ورجال المليشيات -(سي إن إن) - أعلنت كندا إحباط مخطط إرهابي كبير "مستوحى من القاعدة" لشن سلسلة من الهجمات ضد "أهداف كندية" في مقاطعة أونتاريو وفق ما نقلت مصادر من السلطات الكندية واعتقلت الشرطة الكندية 17 مشتبهاً، من بينهم خمسة فتية، بدعوى تشكيلهم "تهديداً حقيقياً وخطراً -(سي إن إن) - إنطلاق مهرجان الموسيقى الروحية في مدينة فاس في المغرب وتستمر فعالياتها من 2 إلى 10 يونيو 2006 وكان أول مهرجان للموسيقى الروحية تم تنظيمه عام 1994 وكله امل في خلق مجال تلتقي فيه مختلف الثقافات للتعلم من بعضها دون خوف أو تعصب أو افكار مسبقة (بي بي سي) |     |       |      |      |
| 4 يونيو 2006 (الأحد) | عدل | تاريخ | راقب | تصفح |

| \| 5 يونيو 2006 (الإثنين) \| عدل \| تاريخ \| راقب \| تصفح \| |     |       |      |      |
| - هدد المرشد الأعلى للجمهورية الإيرانية آية الله علي خامنئي بقطع امدادات النفط في حال قيام الولايات المتحدة بما وصفه بـ "خطوة خاطئة" تجاه بلاده. وقال خامنئي في خطاب بثه التلفزيون الإيراني بمناسبة الذكرى السابعة عشرة لرحيل الامام الخميني مخاطبا الولايات المتحدة "اذا قمتم باي تحرك خاطئ ضد إيران فانه سيؤدي بالتأكيد إلى تعريض امدادات النفط القادمة من الخليج لمخاطر حقيقية" (بي بي سي) - قال رئيس الوزراء الإسرائيلي إيهود أولمرت يوم الاحد إنه مستعد للقاء الرئيس الفلسطيني محمود عباس لمناقشة عملية السلام المتعثرة في الشرق الأوسط إلا أن أولمرت الذي كان يتحدث في مؤتمر صحفي مشترك مع الرئيس المصري حسني مبارك عقب محادثاتهما في شرم الشيخ، لم يُحدّد أي موعد للاجتماع المحتمل (بي بي سي) - اتهم رئيس فريق الدفاع عن الرئيس العراقي السابق صدام حسين المحكمة الجنائية العراقية بمحاولة ترهيب الشهود والمحامين لتقويض دفوعهم وأوضح خليل الدليمي أنه إذا لم يتلق ضمانات من المحكمة والجانب الأميركي فلن يستطيع تقديم المزيد من الشهود في محاكمة صدام حسين ومعاونيه بقضية الدجيل. (الجزيرة) - أنحت وسائل إعلام رسمية في سوريا، باللوم على الولايات المتحدة الأمريكية وإسرائيل وحلفائهما في المنطقة، في الهجوم الذي استهدف مبنى الإذاعة والتلفزيون السوريين وكانت قوات الأمن السورية قد أحبطت هجوماً لمتشددين، قالت إنه استهدف مبنى مهجوراً قرب المقر الرسمي للتلفزيون والإذاعة السوريين في دمشق.-(سي إن إن) - قبل أقلّ من أسبوعين من المباراة المرتقبة بينهما في افتتاح مشاركتهما الرابعة في نهائيات كأس العالم لكرة القدم 2006، تبادل طاقما تدريب كلّ من منتخب تونس لكرة القدم ومنتخب السعودية لكرة القدم التأكيدات بأنّ المباريات الودية الإعدادية شكّلت فرصا مفيدة لهما حتى وإن تباينت النتائج وشدّد البرازيلي ماركوس باكيتا مدرب المنتخب السعودي لكرة القدم الجمعة على أنّ منتخبه جاهز للمنافسة-(سي إن إن) |     |       |      |      |
| 5 يونيو 2006 (الإثنين) | عدل | تاريخ | راقب | تصفح |

| \| 7 يونيو 2006 (الأربعاء) \| عدل \| تاريخ \| راقب \| تصفح \| |     |       |      |      |
| - أظهرت بيانات وزارة الصحة العراقية أن المشرحة الرئيسية في بغداد استقبلت منذ بداية هذا العام وحتى الآن جثث 6000 عراقي قتل معظمهم بأسلوب عنيف ويُعتقد أن غالبية هؤلاء الأشخاص قد قتلوا في بسبب العنف الطائفي وعلى صعيد آخر أعلن نوري المالكي الافراج بصورة تدريجية عن 2500 سجين عراقي في مبادرة وصفها بأنها تهدف إلى تثبيت المصالحة الوطنية (بي بي سي) - وصف الرئيس الاميركي جورج دبليو بوش ردة الفعل الإيرانية الأولي على مجموعة الحوافز التي قدمها مجلس الأمن إلى طهران حول برنامجها النووي بالخطوة الايجابية ولم يعلن حتى الآن عن تفاصيل مجموعة الحوافز، لكن ما رشح حتى الآن يفيد بأنها تشمل منح إيران مفاعلا نوويا وكميات من اليورانيوم المخصب. (بي بي سي) - مثل أمام محكمة كندية 17 متهما بالانتماء إلى خلية مقربة من تنظيم القاعدة, بعد توجيه تهم التآمر لتنفيذ تفجيرات والتدريب على القيام بـ "أنشطة إرهابية" وكانت الخلية حسب السلطات تحضر لهجمات تستهدف على الأرجح برج برلمان أوتاوا، والبرج الوطني في تورونتو أحد أعلى الأبراج بالعالم، إضافة لمبنى بورصة تورونتو السادسة عالميا. (الجزيرة) - قال رئيس السلطة الوطنية الفلسطينية، محمود عباس، إنه قد يعلن الخميس القادم موعد الاستفتاء حول وثيقة تدعو إلى قيام دولة فلسطينية إلى جانب دولة إسرائيلية.-(سي إن إن) - من المتوقع أن تحطّم نهائيات كأس العالم لكرة القدم 2006 التي تنطلق الجمعة في ألمانيا كلّ الأرقام القياسية على المستوى الاقتصادي وفيما يعتبر مونديال 1998 "تاريخيا" على هذا المستوى، إلا أنّه في حكم المؤكّد أن ينتزع منه مونديال 2006 مركز الصدارة، حيث أعلن المنظمون أنّ الأرباح ستتجاوز حاجز المليار و200 مليون دولار -(سي إن إن) |     |       |      |      |
| 7 يونيو 2006 (الأربعاء) | عدل | تاريخ | راقب | تصفح |

| \| 8 يونيو 2006 (الخميس) \| عدل \| تاريخ \| راقب \| تصفح \| |     |       |      |      |
| - اعلن رئيس الحكومة العراقية نوري المالكي صباح اليوم في بغداد عن مقتل زعيم تنظيم القاعدة في العراق أبو مصعب الزرقاوي في غارة أمريكية ورحب متحدث باسم رئيس الوزراء البريطاني توني بلير بمقتل الزرقاوي ووصف ذلك بأنه "نبأ سار جدا وضربة للقاعدة في كل مكان" (بي بي سي) - رفض السفير الأمريكي لدى الأمم المتحدة الانتقادات التي وجهها نائب الأمين العام للمنظمة الدولية مارك مالوك براون، البريطاني، إلى سياسة الولايات المتحدة تجاه المنظمة وقال السفير الأمريكي جون بولتون ان ملاحظات براون "خطأ فادح" وطلب من كوفي عنان التبرؤ منها. (بي بي سي) - قتل ثلاثة فلسطينيين بينهم أحد أفراد الأمن الوطني الفلسطيني وأصيب خمسة آخرون بنيران إسرائيلية قرب معبر المنطار شمال شرق مدينة غزة وقالت مصادر أمنية فلسطينية إن النار أطلقت على الفلسطينيين بينما كانوا في موقعهم، لكن الجيش الإسرائيلي أعلن أن جنوده أطلقوا النار على ثلاثة رجال اشتبهوا في أنهم كانوا يحاولون التسلل قرب المعبر. (الجزيرة) - أعرب وزير الخارجية الروسي سيرجي لافروف الأربعاء عن أمله بأن يأتي الرد الإيراني بشأن حزمة الحوافز لثنيها عن برنامج تخصيب اليورانيوم، قبل حلول يوليو المقبل ونقلت وكالة أنباء "إيتار تاس" الروسية للأنباء "أتمنى أن يتم ترجمة هذا العرض بشكل بناء." -(سي إن إن) |     |       |      |      |
| 8 يونيو 2006 (الخميس) | عدل | تاريخ | راقب | تصفح |

| \| 9 يونيو 2006 (الجمعة) \| عدل \| تاريخ \| راقب \| تصفح \| |     |       |      |      |
| - تقاطر عشرات الألوف من الفلسطينيين بعضهم يطلق النيران في الهواء على ملعب في رفح الجمعة للمشاركة في جنازة جمال بن عطايا أبو سمهدانة القائد العام لما يعرف بـ"لجان المقاومة الشعبية" والمراقب العام للقوة الأمنية الجديدة التي شكلتها وزارة الداخلية في الحكومة التي تتولاها حركة حماس وقد تعهّد المئات من المسلحين الفلسطينيين بالثأر لمقتل أبو سمهدانة في غارة إسرائيلية على جنوبي قطاع غزة. (بي بي سي) - أعلنت الحكومة العراقية عن اختطاف مسؤول رفيع في وزارة النفط وقال متحدث باسم الحكومة إنه تم اختطاف مدير عام المؤسسة الرسمية لمشاريع النفط "مثنى البديري" في بغداد بينما كان عائدا إلى منزله من عمله وقد أوقف مسلّحون سيارته في منطقة ذات اغابية سنية شمالي العاصمة [_ (بي بي سي)] - تلقى معمل تابع لمكتب التحقيقات الفيدرالي الأمريكي FBI الخميس، عينات بشرية يُعتقد أنها تخص زعيم تنظيم قاعدة الجهاد في بلاد الرافدين أبو مصعب الزرقاوي، الذي لقي مصرعه في غارة جوية مساء الأربعاء وسيعمل الفنيون في المعمل الكائن في فيرجينيا، على استخلاص حمض نووي ريبي منقوص الأكسجين من العينات في محاولة للقطع بأن الجثة التي عثر عليها في المنزل الآمن الذي تعرض للقصف شمال بعقوبة، هي للزرقاوي -(سي إن إن) - تزايدت حالة السخط بين الملايين من جماهير كرة القدم في مختلف الدول العربية، بسبب عدم تمكنهم من مشاهدة مباريات كأس العالم لكرة القدم 2006 على المحطات التلفزيونية المحلية، التي اشترت شركة "شبكة راديو وتلفزيون العرب ART" حق عرضها بالمنطقة العربية. -(سي إن إن) |     |       |      |      |
| 9 يونيو 2006 (الجمعة) | عدل | تاريخ | راقب | تصفح |

| \| 10 يونيو 2006 (السبت) \| عدل \| تاريخ \| راقب \| تصفح \| |     |       |      |      |
| - قالت حركة حماس إنها أطلقت قذائف صاروخية على إسرائيل لأول مرة منذ بدأت هدنة غير رسمية قبل 16 شهرا وأعلن الجناح العسكري للحركة الفلسطينية عن شن الهجوم ردا على مقتل سبعة مدنيين فلسطينيين وهو الحادث الي تحمل حكومة حماس إسرائيل المسؤولية عنه. (بي بي سي) - قالت القوات الباكستانية انها قتلت حوالي 20 من المسلحين في عملية أمنية بالقرب من الحدود مع أفغانستان وذكر متحدث باسم الجيش انه يعتقد ان القتلى هم من المسلحين الاجانب ومن انصارهم المحليين وأضاف قائلا إن الهجوم يأتي في أعقاب معلومات استخباراتية بأن المسلحين المؤيدين لطالبان يستخدمون المجمع كقاعدة لشن هجمات ضد القوافل العسكرية. (بي بي سي) - في مقابلة حصرية مع شبكة سي إن إن قال كولونيل في الجيش العراقي الجمعة، إن المعلومات الاستخباراتية قد تم جمعها بفضل تعقّب جهاز الهاتف المحمول "موبايل" للمتشدد الأردني أبو مصعب الزرقاوي، الأمر الذي ساعد القوات الأمريكية في العثور على مكان اختبائه وقتله لاحقاً في غارة جوية مساء الأربعاء شمالي بعقوبة.-(سي إن إن) - فوز منتخب ألمانيا لكرة القدم على منتخب كوستا ريكا لكرة القدم 4 - 2 وفوز منتخب الإكوادور لكرة القدم على منتخب بولندا لكرة القدم 2 - 0 في مباريات اليوم الأول لبطولة كأس العالم لكرة القدم 2006-(سي إن إن) |     |       |      |      |
| 10 يونيو 2006 (السبت) | عدل | تاريخ | راقب | تصفح |

| \| 11 يونيو 2006 (الأحد) \| عدل \| تاريخ \| راقب \| تصفح \| |     |       |      |      |
| - توفي ثلاثة من المحتجزين في معتقل جوانتانامو الأمريكي في كوبا فيما يبدو أنه كان انتحارا متفقا عليه بين الثلاثة فقد شنق المعتقلون الثلاثة، وهم سعوديان ويمني، أنفسهم في زنازينهم وقال قائد المعسكر إن الوفيات الثلاثة - وهي الأولى في المعسكر - تم التخطيط لها "كعمل قتالي". فيما قالت مجموعات لحقوق الإنسان إنها كانت بسبب اليأس (بي بي سي) - شارك الآلاف في تشييع الضحايا السبع الذين قتلوا من عائلة فلسطينية واحدة على شاطىء مدينة غزة فيما قد يكون قصفا مدفعيا إسرائيليا يذكر أن حركة حماس كانت قد اتهمت إسرائيل بقتل أفراد العائلة السبعة، كما توعدت بالقيام بالرد وقد جاء رد حماس على الفور إذ أعلنت أنها قد أطلقت مجموعة صواريخ على إسرائيل. (بي بي سي) - أعلن رئيس لجنة التحقيق الدولية في اغتيال رئيس الوزراء اللبناني الأسبق رفيق الحريري، القاضي البلجيكي سيرج براميرتس، في تقريره الثاني دعمه لمطلب الحكومة اللبنانية بتمديد عمل اللجنة سنة أخرى (الجزيرة) - رجّح الرئيس الأمريكي جورج دبليو بوش تصاعد حدة العنف في العراق خلال الأسابيع المقبلة رغم من مقتل زعيم "جناح تنظيم قاعدة الجهاد في بلاد الرافدين" أبومصعب الزرقاوي، وقال إن هناك المزيد من العمل ما زال باقياً، وناشد الأمريكيين "المزيد من التضحيات والصبر-(سي إن إن) - حقق منتخب ترينيداد وتوباغو لكرة القدم مفاجئة كبيرة بتعادلها السلبي مع منتخب السويد لكرة القدم في مباريات اليوم الثاني لبطولة كأس العالم لكرة القدم 2006 وإكتفت منتخب إنجلترا لكرة القدم بفوز صغير على براغواي ومنتخب الأرجنتين لكرة القدم تغلبت 2 - 1 على ساحل العاج-(سي إن إن) |     |       |      |      |
| 11 يونيو 2006 (الأحد) | عدل | تاريخ | راقب | تصفح |

| \| 12 يونيو 2006 (الإثنين) \| عدل \| تاريخ \| راقب \| تصفح \| |     |       |      |      |
| - اعلنت إيران انها لن تتفاوض على حقها في تخصيب اليورانيوم، وهو ما تحاول الدول الخمس دائمة العضوية في مجلس الأمن إضافة إلى ألمانيا اقناعها بالتخلي عنه وقال متحدث باسم الحكومة الإيرانية ان طهران تعتبر تكنولوجيا تخصيب اليورانيوم حقا مشروعا لها. (بي بي سي) - بدأ رئيس الوزراء الإسرائيلي إيهود أولمرت زيارة إلى لندن يلتقي خلالها رئيس الوزراء البريطاني توني بلير في محاولة لحشد التأييد الدولي لمخططه الرامي إلى ترسيم حدود إسرائيل من جانب واحد مع الضفة الغربية وجدد أولمرت الحديث عن سعيه للتوصل إلى اتفاق سلام مع الفلسطينيين قبل ترسيم الحدود احاديا (بي بي سي) - بدأت المحكمة العراقية الجنائية الخاصة الاثنين الجلسة رقم 33 لمحاكمة صدام حسين، وسبعة من معاونيه وفي بداية الجلسة رقم 33، طالب المحامي الأمريكي عن المتهمين، رمزي كلارك، المحكمة بتأجيل المحاكمة، وتوفير الوقت الكافي لهيئة الدفاع لإعداد المستندات اللازمة. -(سي إن إن) - خسارة منتخب إيران لكرة القدم امام منتخب المكسيك لكرة القدم 3 - 1 في مباريات اليوم الثالث لبطولة كأس العالم لكرة القدم 2006-(سي إن إن) |     |       |      |      |
| 12 يونيو 2006 (الإثنين) | عدل | تاريخ | راقب | تصفح |

| \| 13 يونيو 2006 (الثلاثاء) \| عدل \| تاريخ \| راقب \| تصفح \| |     |       |      |      |
| - أفادت الأنباء أن الرئيس الأمريكي جورج دبليو بوش وصل إلى العراق في زيارة مفاجئة لم يعلن عنها مسبقا وكان قد أعلن عن أن بوش سيشارك اليوم الثلاثاء في مؤتمر عبر دائرة تليفزيونية مغلقة من واشنطن مع أعضاء من الحكومة العراقية في بغداد.وينتظر أن يجري بوش محادثات حول مستقبل العراق مع رئيس الوزراء العراقي نوري المالكي (بي بي سي) - أدى قصف إسرائيلي لسيارة تقل فلسطينيين إلى مقتل 11 شخصا وجرح عشرين حسب شهود عيان ومصادر طبية فلسطينية وقالت تلك المصادر إن اثنين من القتلى من نشطاء جماعة الجهاد الإسلامي إضافة إلى طفلين، وعدد آخر من المدنيين.وقد أكدت مصادر الجيش الإسرائيلي الهجوم وقالت أنه استهدف " سيارة كانت تقل أشخاصا في طريقهم لإطلاق صواريخ على إسرائيل". (بي بي سي) - أودت سلسلة انفجارات متزامنة ضربت مدينة كركوك صباح الثلاثاء بحياة 14 شخصاً على الأقل وإصابة 20 آخرين، وفق مصادر أمنية وطبية.وقالت المصادر إن خمس سيارات مفخخة انفجرت في غضون ساعتين، واستهدفت مسؤولين أمنيين بارزين ودورية للشرطة العراقية فضلاً عن مقر حزب الاتحاد الوطني الكردستاني. -(سي إن إن) - أول فوز لمنتخب أستراليا لكرة القدم في تاريخ كأس العالم في أول مباراة لأستراليا في النهائيات منذ 32 عاما ضمن مباريات اليوم الخامس لبطولة كأس العالم لكرة القدم 2006-(سي إن إن) |     |       |      |      |
| 13 يونيو 2006 (الثلاثاء) | عدل | تاريخ | راقب | تصفح |

| \| 15 يونيو 2006 (الخميس) \| عدل \| تاريخ \| راقب \| تصفح \| |     |       |      |      |
| - عاد وزير الخارجية الفلسطيني في حكومة حماس محمود الزهار من رحلة إلى الخارج وبحوزته حقيبة تحوي 20 مليون دولار نقدا وقال مسؤول فلسطيني ان الزهار كان قد صرح بمحتوى حقيبته مسبقا وقال أنه سيسلم المبلغ للخزينة الفلسطينية وكان مئات الموظفين المدنيين الفلسطينيين قد اقتحموا مقر المجلس التشريعي الفلسطيني في رام الله أثناء انعقاد احدى جلساته ورددوا شعارات مطالبين بصرف رواتبهم المتأخرة. (بي بي سي) - تعهّد الرئيس الأمريكي جورج دبليو بوش بـ"فعل كل ما يقتضي" لمساعدة الحكومة العراقية الجديدة على النجاح وجاء هذا بينما أعرب رئيس الوزراء العراقي، نوري المالكي، عن استعداده لإجراء محادثات مع بعض الجماعات المسلحة سعيا لإنهاء أعمال العنف في البلاد. (بي بي سي) - قال مسؤولون عسكريون إن حركة طالبان أعادت تنظيم صفوفها خلال الأشهر الأخيرة في جنوب أفغانستان، وهو ما حث على بدء حملة عسكرية كبيرة يشارك بها 10،000 عنصر من القوات الأمريكية والأفغانية وقوات التحالف.-(سي إن إن) - في مبارة شيقة ومثيرة بين منتخب تونس لكرة القدم ومنتخب السعودية لكرة القدم، نجح الفريقان في الخروج بنتيجة متعادلة بعد مباراة دراماتيكية، حيث شهدت الدقائق الأخيرة تحقيق التعادل لنسور قرطاج، بعد أن كادت تنتهي لمصلحة السعوديين بهدفين مقابل هدف في مباريات اليوم السادس لبطولة كأس العالم لكرة القدم 2006-(سي إن إن) |     |       |      |      |
| 15 يونيو 2006 (الخميس) | عدل | تاريخ | راقب | تصفح |

| \| 16 يونيو 2006 (الجمعة) \| عدل \| تاريخ \| راقب \| تصفح \| |     |       |      |      |
| - وصف الرئيس الإيراني محمود أحمدي نجاد العرض الذي قدمته القوى الكبرى لإيران لإقناعها بالتخلي عن أنشطتها لتخصيب اليورانيوم بأنه "خطوة للأمام." وقال في مؤتمر صحفي عقب لقاءه الرئيس الصيني، هو جين تاو، في شنغهاي إنه طلب من معاونيه دراسة العرض الذي تقدم به الأعضاء الدائمون في مجلس الأمن الدولي بالإضافة لألمانيا بعناية (بي بي سي) - قالت الشرطة إن سبعة على الأقل قتلوا بينما أصيب 18 آخرون في تفجير انتحاري بمسجد للشيعة في العاصمة العراقية ويعد التفجير أول هجوم رئيسي في بغداد منذ العملية الأمنية الضخمة التي بدأت الأربعاء وتخشى الحكومة من عمليات انتقامية بعد مقتل الزعيم المتشدد أبو مصعب الزرقاوي. [_ (بي بي سي)] - طلبت الحكومة اليمنية رسمياً من الإدارة الأمريكية، الخميس، إجراء مزيد من التحقيقات في وفاة ثلاثة معتقلين في سجن غوانتانامو، من بينهم يمني، عبرت العائلات عن رفضها لرواية الجيش الأمريكي، التي تقول إنهم انتحروا-(سي إن إن) - بهدف مقابل لا شيء، فاز منتخب السويد لكرة القدم على منتخب الباراغواي لكرة القدم، التي تبددت آمالها في التأهل للدور الثاني من كأس العالم لكرة القدم 2006 بعد خسارتين متتاليتين وكان اللقاء شبه متكافئ، غير أن الأفضلية مالت في بعض الأوقات لمصلحة السويد التي أضاعت العديد من الفرص -(سي إن إن) |     |       |      |      |
| 16 يونيو 2006 (الجمعة) | عدل | تاريخ | راقب | تصفح |

| \| 18 يونيو 2006 (الأحد) \| عدل \| تاريخ \| راقب \| تصفح \| |     |       |      |      |
| - وافقت اللجنة الرباعية للشرق الأوسط على خطة لاستئناف المساعدات للفلسطينيين، والتي جمدت منذ تولي حركة حماس السلطة وتهدف الخطة للإفراج عن أموال من الاتحاد الأوروبي عبر قنوات تتجاوز حكومة حماس، وقد رفضت الحركة نبذ العنف والاعتراف بإسرائيل، فيما يعتبرها الاتحاد الأوروبي والولايات المتحدة منظمة إرهابية (بي بي سي) - حذر وزير الخارجية الياباني تارو آسو كوريا الشمالية من أن بلاده ستعتبر سقوط اي جزء من صاروخ تنوي بيونيانغ إطلاقه على الاراضي اليابانية بمثابة هجوم عليها. (بي بي سي) - ارتفع عدد ضحايا أعمال العنف الدامية، التي شهدها العراق السبت، إلى 36 قتيلاً على الأقل، بالإضافة إلى إصابة أكثر من 113 آخرين، وفقاً لما أكده مسؤول بالشرطة العراقية وأسفر انفجار سيارة مفخخة في أحد نقاط التفتيش بجنوب غرب العاصمة العراقية بغداد، في الثامنة من مساء السبت بالتوقيت المحلي، عن مقتل 12 شخصاً وإصابة 25 آخرين، من بين الذين كانوا يتواجدون بالقرب من موقع الانفجار -(سي إن إن) - أهدر منتخب إيران لكرة القدم فرصته الأخيرة من أجل الحفاظ على أمله في التأهل إلى الدور الثاني لنهائيات كأس العالم لكرة القدم 2006 بعد هزيمته امام منتخب البرتغال لكرة القدم 2 - 0-(سي إن إن) |     |       |      |      |
| 18 يونيو 2006 (الأحد) | عدل | تاريخ | راقب | تصفح |

| \| 19 يونيو 2006 (الإثنين) \| عدل \| تاريخ \| راقب \| تصفح \| |     |       |      |      |
| - افتتحت في العاصمة العراقية بغداد الجلسة 35 من محاكمة صدام حسين وسبعة من اعوانه في قضية الدجيل ويحضر المتهمون الثمانية جلسة اليوم التي سيقدم الادعاء فيها مطالعته (بي بي سي) - حكم على عقيد في الجيش الإسرائيلي بـ15 عاما سجنا بتهمة التجسس لصالح حزب الله مقابل مبالغ مالية ومخدرات ويقول المدعون ان العقيد عمر الهيب، وهو من عرب إسرائيل، كان يعطي حزب الله معلومات حول تحركات الجيش الإسرائيلي في المنطقة الحدودية وفي جنوب لبنان. (بي بي سي) - حذر وزير الخارجية الأسترالي، الكسندر داونر، كوريا الشمالية من تنفيذ تجربة لإطلاق صاروخ طويل المدى الاثنين، مشيرا إلى " عواقب خطيرة" قد تترتب على إطلاق الصاروخ واستدعى دوانر سفير كوريا الشمالية في أستراليا إلى مكتبه للإفصاح عن مخاوف كانبيرا من التجربة، وذلك في اتساق مع إدانة الولايات المتحدة واليابان لخطوة بيونيانغ. -(سي إن إن) - تأهل منتخب البرازيل لكرة القدم إلى الدور الثاني من نهائيات كأس العالم لكرة القدم، بفوزه على نظيره الأسترالي بهدفين دون مقابل، ضمن الجولة الثانية من منافسات المجموعة السادسة من نهائيات كأس العالم لكرة القدم 2006-(سي إن إن) |     |       |      |      |
| 19 يونيو 2006 (الإثنين) | عدل | تاريخ | راقب | تصفح |

| \| 20 يونيو 2006 (الثلاثاء) \| عدل \| تاريخ \| راقب \| تصفح \| |     |       |      |      |
| - أعلنت وزارة الدفاع العراقية أنه تم العثور على جثتي جنديين أمريكيين قالت جماعة مرتبطة بتنظيم القاعدة في العراق إنها قامت باختطافها بينما قال الجيش الأمريكي إنهما اختفيا قرب مايسمى مثلت الموت في بلدة اليوسيفية جنوب غربي بغداد وكانت جماعة تطلق على نفسها اسم "مجلس شورى المجاهدين" قد أعلنت عن اختطاف الجنديين في بيان نشرته عبر موقع على الانترنت عادة ما تستخدمه الجماعات المسلحة في العراق. (بي بي سي) - حذر مسؤولون أمريكيون كوريا الشمالية من مغبة تجريب صاروخ بعيد المدى قائلين ان الخطوة ستكون استفزاز وقالت وزيرة الخارجية الأمريكية كوندوليزا رايس ان الولايات المتحدة ستعتبر إطلاق الصاروخ "أمرا خطيرا للغاية." (بي بي سي) - أعلن رئيس الوزراء الياباني جونشيرو كيوزومي الثلاثاء سحب قوات بلاده من العراق، ونجاح مهامها الإنسانية هناك منهياً بذلك أكبر انتشار عسكري ياباني في الخارج منذ الحرب العالمية الثانية-(سي إن إن) - صعّد الرئيس الأمريكي، جورج دبليو بوش، الاثنين من الضغوط الدبلوماسية على إيران قائلاً إن حكومة طهران ستواجه حظراً، وليس مفاوضات، حال استمرارها في برنامج تخصيب اليورانيوم-(سي إن إن) |     |       |      |      |
| 20 يونيو 2006 (الثلاثاء) | عدل | تاريخ | راقب | تصفح |

| \| 21 يونيو 2006 (الأربعاء) \| عدل \| تاريخ \| راقب \| تصفح \| |     |       |      |      |
| - قال الجيش الأمريكي إنه عثر على جثة جنديين أمريكيين مفقودين في العراق منذ الجمعة، وذلك جنوبي بغداد. (بي بي سي) - قال بيان على الانترنت إن مجموعة من المسلحين تقودهم القاعدة في العراق قررت قتل أربع رهائن روس بعد ان رفضت موسكو الاستجابة لمطالب بالانسحاب من الشيشان وإطلاق سراح سجناء مسلمين. (بي بي سي) - استبق الرئيس الفلسطيني محمود عبّاس لقاءا غير رسمي صباح الخميس مع رئيس وزراء إسرائيل إيهود أولمرت ليعلن أن حكومة حماس الإسلامية تتجه للاعتراف بإسرائيل ضمن مشروع الدولتين في إطار خريطة الطريق. (بي بي سي) - عثرت قوات الأمن العراقية الأربعاء على جثة خميس العبيدي، محام بارز في طاقم الدفاع عن الرئيس العراقي المخلوع صدام حسين، وقد مزقها الرصاص بالقرب من مدينة الصدر الشيعية.-(سي إن إن) - أدانت وزيرة الخارجية البريطانية، مارغريت بيكيت، الأربعاء، الغارة الجوية الإسرائيلية على قطاع غزة التي وقعت الثلاثاء، وتسببت في مقتل ثلاثة أطفال.-(سي إن إن) - قال وزير الدفاع الأسترالي بريندان نيسلون الأربعاء إن حكومة بلاده ستنظر في التزاماتها العسكرية في العراق استناداً على أداء قوات الأمن العراقي في محافظة المثنى.-(سي إن إن) - قتلت سيدة فلسطينية وشقيقها وأصيب عشرة أخرين على الأقل، بينهم 6 أطفال، في قصف صاروخي من إحدى الطائرات الإسرائيلية، دمر المنزل الذي كانوا يقيمون فيه بمدينة خان يونس بقطاع غزة، الأربعاء.و نقل عن شهود أن صاروخاً أطلقته طائرة إسرائيلية أخطأ هدفه وأصاب أحد المنازل في خان يونس.-(سي إن إن) |     |       |      |      |
| 21 يونيو 2006 (الأربعاء) | عدل | تاريخ | راقب | تصفح |

| \| 22 يونيو 2006 (الخميس) \| عدل \| تاريخ \| راقب \| تصفح \| |     |       |      |      |
| - قال خليل الدليمى رئيس هيئة الدفاع عن الرئيس العراقي السابق صدام حسين إن الرئيس السابق وسبعة من معاونيه الذين يحاكمون في قضية الدجيل بدؤوا اليوم إضرابا عن الطعام احتجاجا على قتل أحد أعضاء فريق الدفاع خميس العبيدي في أحد أحياء بغداد على أيدي مسلحين مجهولين (الجزيرة) - ندد الرجل الثاني في تنظيم القاعدة أيمن الظواهري في شريط مصور جديد بث على شبكة الإنترنت بمقتل مدنيين أفغانيين على يد جنود أميركيين في كابل آخر الشهر الماضي (الجزيرة) - أكد الرئيس العراقي جلال الطالباني التوصل إلى اتفاق بشأن مبادرة المصالحة الوطنية التي اقترحها رئيس الوزراء نوري المالكي، مشيرا إلى أنها ستشمل المسلحين. (الجزيرة) - رفعت الغارة التي نفذها الطيران الإسرائيلي أمس على سيارة في خان يونس قطاع بقطاع غزة عدد الشهداء الفلسطينيين في مجمل الأراضي الفلسطينية خلال سبعة أسابيع إلى زهاء تسعين شهيدا بينهم أربعون منذ مطلع الشهر الجاري. (الجزيرة) - وجه الجيش الأميركي تهما لسبعة من المارينز وعسكري بسلاح البحرية بقضية قتل عراقي في مدينة الحمدانية في العراق في أبريل/نيسان الماضي (الجزيرة) - اعتبرت منظمة هيومن رايتس ووتش التحقيق الذي أجراه الجيش الإسرائيلي بشأن مجزرة شاطئ غزة في التاسع من الشهر الجاري "قليل المصداقية". (الجزيرة) |     |       |      |      |
| 22 يونيو 2006 (الخميس) | عدل | تاريخ | راقب | تصفح |

| \| 23 يونيو 2006 (الجمعة) \| عدل \| تاريخ \| راقب \| تصفح \| |     |       |      |      |
| - قتل عشرة اشخاص على الأقل في مدينة البصرة جنوبي العراق في هجوم انتحاري وقع ظهر يوم الجمعة وكان رئيس الوزراء العراقي قد اعلن في الشهر الماضي حالة طوارئ في البصرة التي تشهد منذ مدة انفلاتا امنيا ملحوظا. (بي بي سي) - أغلق معبر رفح الحدودي بين مصر وقطاع غزة بعد افتتاحه لفترة وجيزة يوم الخميس بسبب "إنذار أمني" إسرائيلي وفقا لما أفادت به مصادر المراقبين الأوروبيين على المعبر. (بي بي سي) - نشب تبادل لإطلاق النار بين إرهابيين مشتبه بهم وبين قوات الأمن السعودية في ساعة مبكرة من الجمعة، ما أدى إلى مقتل ستة إرهايين وجرح آخر، فضلا عن مصرع رجل أمن، وذلك في مدينة الرياض-(سي إن إن) - استمرار مباريات كأس العالم لكرة القدم 2006 ونجاح منتخب غانا لكرة القدم من الصعود إلى الدور الثاني. -(سي إن إن) |     |       |      |      |
| 23 يونيو 2006 (الجمعة) | عدل | تاريخ | راقب | تصفح |

| \| 25 يونيو 2006 (الأحد) \| عدل \| تاريخ \| راقب \| تصفح \| |     |       |      |      |
| - شن مسلحون فلسطينيون هجوما منسقا بالقذائف المضادة للدروع والأسلحة النارية على موقع للجيش الإسرائيلي داخل الخط الأخضر قرب حدود قطاع غزة، أسفر عن مقتل اثنين من المسلحين الفلسطينيين وثلاثة جنود إسرائيليين. (بي بي سي) - أعلن الجيش الأمريكي والقوات الأفغانية اليوم الأحد أن 48 من عناصر طالبان قتلوا في معركة واحدة دامت أربع ساعات جنوبي أفغانستان مساء يوم السبت وذكر الجنرال رحمة الله رؤوفي في الجيش الأفغاني أن المعركة وقعت في منطقة "بانج وي" في إقليم "قندهار". (بي بي سي) - قال بيان من الجيش الأمريكي الأحد إن سلسلة حملات دهم استهدفت عناصر تنظيم القاعدة في العراق خلال نهاية الأسبوع تمخضت عن مقتل ثلاثة واعتقال 17 آخرين وكشف البيان أن الحملات الأمنية استندت على ذات المعلومات الاستخباراتية التي أفضت لاغتيال زعيم القاعدة في العراق، أبو مصعب الزرقاوي. -(سي إن إن) - استمرار مباريات كأس العالم لكرة القدم 2006 وخروج منتخب المكسيك لكرة القدم ومنتخب السويد لكرة القدم من البطولة.-(سي إن إن) |     |       |      |      |
| 25 يونيو 2006 (الأحد) | عدل | تاريخ | راقب | تصفح |

| \| 26 يونيو 2006 (الإثنين) \| عدل \| تاريخ \| راقب \| تصفح \| |     |       |      |      |
| - تعهدت إسرائيل بالافراج عن جنديها الذي اختطف اثر هجوم على موقع عسكري إسرائيلي في غزة ونقلت وكالة رويترز للانباء عن مسؤولين إسرائيليين ان الزعماء الإسرائيليين أمروا الجيش الإسرائيلي بالاستعداد "لعمل عسكري عاجل"و"رد قاس" يشمل استهداف البنية الاساسية المدنية وربما توجيه ضربات تستهدف زعماء منتخبين للحكومة الفلسطينية بقيادة حركة حماس. (بي بي سي) - أظهر شريط فيديو على موقع للانترنت منسوب لجماعة مجلس شورى المجاهدين في العراق قطع رأس وإطلاق النار على من يقال إنهم من الرهائن الروس. (بي بي سي) - قال الزعيم الفار لحركة طالبان، الملا عمر، في تسجيل صوتي منسوب له، إن قوات التحالف والحكومة الأفغانية لا تتحليان بالحكمة اللازمة لحل أزمة أفغانستان وزعم في التسجيل المنسوب له، أن مقاتليه يسيطرون على أجزاء واسعة من الأراضي الأفغانية-(سي إن إن) - استمرار مباريات كأس العالم لكرة القدم 2006 وخروج منتخب هولندا لكرة القدم من البطولة.-(سي إن إن) |     |       |      |      |
| 26 يونيو 2006 (الإثنين) | عدل | تاريخ | راقب | تصفح |

| \| 27 يونيو 2006 (الثلاثاء) \| عدل \| تاريخ \| راقب \| تصفح \| |     |       |      |      |
| - حثت وزيرة الخارجية الأمريكية كوندوليزا رايس إسرائيل على اتاحة فرصة للدبلوماسية للسعي لتحقيق الافراج عن جندي إسرائيلي احتجزه مسلحون فلسطينيون في غزة كرهينة وقالت رايس انه يجري جهد دولي منسق لتحقيق إطلاق سراح الجندي وانها تحدثت إلى وزيرة خارجية إسرائيل والرئيس الفلسطيني محمود عباس سعيا لذلك. (بي بي سي) - أفادت تقارير صحفية أن عددا من الجماعات المسلحة في العراق اعلنت عن استعدادها للاستجابة لمبادرة المصالحة الوطنية التي اعلن عنها رئيس الوزراء العراقي نوري المالكي وتتضمن الخطة أكثر من عشرين بندا منها ما يشير إلى المصالحة مع المسلحين الذين لم تلطخ ايديهم بالدماء. (بي بي سي) - ارتفعت أسعار النفط العالمية إلى ما فوق 72 دولار للبرميل الثلاثاء حيث أدى تعليق إنتاج المصافي على امتداد ساحل الخليج الأمريكي بسبب مشاكل في الشحن إلى اشتعال المخاوف من أن الإمدادات لن تكون كافية لتلبية الطلب خلال موسم الصيف الذي تزدهر فيه قيادة السيارات.-(سي إن إن) - استمرار مباريات كأس العالم لكرة القدم 2006 وخروج منتخب أستراليا لكرة القدم ومنتخب سويسرا لكرة القدم من البطولة.-(سي إن إن) |     |       |      |      |
| 27 يونيو 2006 (الثلاثاء) | عدل | تاريخ | راقب | تصفح |

| \| 28 يونيو 2006 (الأربعاء) \| عدل \| تاريخ \| راقب \| تصفح \| |     |       |      |      |
| - هددت إسرائيل باغتيال مسؤولين فلسطينيين في دمشق وفي مقدمتهم رئيس المكتب السياسي لحركة حماس خالد مشعل وجاء هذا التهديد بعدما بدأت القوات الإسرائيلية هجوما بريا على جنوب غزة في أكبر توغل داخل القطاع منذ ان سحبت إسرائيل جيشها منه العام الماضي (بي بي سي) - قال رئيس الوزراء الإثيوبي ميليس زيناوي إن القائد الجديد للإسلاميين الذين يسيطرون على أغلب جنوب الصومال، يشكل تهديدا على إثيوبيا ويرأس الشيخ حسن ضاهر عويس اتحاد المحاكم الإسلامية، وهي جماعة تتهم بصلات تربطها بالقاعدة (بي بي سي) - أعلن مستشار الأمن القومي العراقي، موفق الربيعي، الأربعاء أن قوات الأمن العراقية اعتقلت مؤخراً تونسياً لعب دوراً "فاعلاً" في عملية تفجير قبة مزار شيعي مقدس في فبراير وأشعل الهجوم الذي استهدف مرقد الإمامين الهادي والعسكري المقدس لدى الشيعة موجة عنف طائفية في العراق -(سي إن إن) - استمرار مباريات كأس العالم لكرة القدم 2006 ومنتخب البرازيل لكرة القدم سوف يلاقي منتخب فرنسا لكرة القدم في دور الربع نهائي يوم 1 يوليو في فرانكفورت-(سي إن إن) |     |       |      |      |
| 28 يونيو 2006 (الأربعاء) | عدل | تاريخ | راقب | تصفح |

| \| 29 يونيو 2006 (الخميس) \| عدل \| تاريخ \| راقب \| تصفح \| |     |       |      |      |
| - وصفت الحكومة الفلسطينية التوغل الإسرائيلي وخطف نواب ووزراء بأنه "عقاب جماعي غير مبرّر" مطالبة المجتمع الدولي بتحمّل المسؤولية الأخلاقية عمّا يحدث والتدخّل لإطلاق سراح المسؤولين الفلسطينيين ولوقف التصعيد العسكري الإسرائيلي الذي استهدف "مكوّنات البنية التحتية من كهرباء ومياه وجسور [_ (بي بي سي)] - تحت درجة حرارة قاربت الـ50 درجة مئوية، بدأ الكويتيون الإدلاء بأصواتهم لاختيار الأعضاء الجدد لمجلس الأمة في انتخابات مجلس الأمة الكويتي 2006 التي تشارك فيها المرأة لأول مرة باعتبارها ناخبة ومرشحة. (بي بي سي) - فيما يعد لطمة قوية للسلطة التنفيذية في الولايات المتحدة، رفضت المحكمة العليا الخميس محاولة إدارة الرئيس الأمريكي جورج دبليو بوش لمحاكمة "إرهابيين مشتبه بهم"، ومعتقلين في معتقل جوانتانامو بكوبا، محاكمة عسكرية.-(سي إن إن) - بعد يومين من الراحة، تستأنف الجمعة مباريات كأس العالم لكرة القدم 2006، حيث تنطلق مباريات ربع النهائي، عندما تتقابل منتخب ألمانيا لكرة القدم مع منتخب الأرجنتين لكرة القدم، ومنتخب إيطاليا لكرة القدم مع منتخب أوكرانيا لكرة القدم-(سي إن إن) |     |       |      |      |
| 29 يونيو 2006 (الخميس) | عدل | تاريخ | راقب | تصفح |

| \| 30 يونيو 2006 (الجمعة) \| عدل \| تاريخ \| راقب \| تصفح \| |     |       |      |      |
| - واصلت إسرائيل شن المزيد من الغارات الجوية على مواقع في غزة واطلقت طائرة إسرائيلية مساء الخميس صاروخا على مبنى وزارة الداخلية مما ادى إلى الحاق اضرار جسيمة به واستهدف القصف تحديدا مكتب وزير الداخلية الفلسطيني سعيد صيام، ولم ترد انباء عن اصابات لان المبنى كان خاليا وقت القصف، وقد اشتعلت النيران في بعض أدوار البناية. (بي بي سي) - أشاد زعيم تنظيم القاعدة أسامة بن لادن في تسجيل صوتي منسوب له بث على شبكة الانترنت، بأبو مصعب الزرقاوي زعيم التنظيم في العراق الذي قتل في غارة جوية أمريكية في وقت سابق هذا الشهر. (بي بي سي) - بلغت نسبة الإقبال في كل الدوائر الانتخابية الـ 25 حتى إقفال أبواب اللجان في انتخابات مجلس الأمة الكويتي 2006 التي بدأت الخميس نحو 65.6 في المائة ووفقا للإحصائيات الصادرة عن اللجان الانتخابية فقد أدلى حوالي 223187 ناخب بأصواتهم من مجموع 340248 منهم 145338 ذكور و194910 إناث. -(سي إن إن) - استمرار مباريات كأس العالم لكرة القدم 2006 وألمانيا تقابل الأرجنتين في ملعب برلين وإيطاليا تلاعب أوكرانيا في ملعب هامبورغ.-(سي إن إن) |     |       |      |      |
| 30 يونيو 2006 (الجمعة) | عدل | تاريخ | راقب | تصفح |